# Cerrè Sologno
Cerrè Sologno è una frazione appartenente al comune di Villa Minozzo nella provincia di Reggio Emilia, posta a 855 metri di altezza che conta circa 200 abitanti.

## Geografia
Cerrè Sologno è situato nell'Appennino reggiano, alle pendici del Monte Regnolo, in posizione panoramica sulla vallata del Secchia. La frazione è situata a 12 km ad ovest del capoluogo comunale Villa Minozzo.
Il suo territorio fa parte del Parco nazionale dell'Appennino Tosco-Emiliano (zona di pre-parco C)  mentre nel passato era compreso nel Parco regionale del Gigante, soppresso nel 2005.

## Storia
La località è nominata fin dal 1145 unitamente a Piolo. Nel 1240 la Comunità giura fedeltà al Comune di Reggio Emilia. Il territorio era compreso in quello di Piolo, dipendente dalla famiglia dei conti Dallo. 
La Chiesa di S. Pietro è documentata nel 1456, anno in cui viene nominata nella visita del Vescovo Pallavicini.
Con la conquista estense, la villa é unificata alla podesteria di Minozzo e ne segue le vicende. 
Nel 1788 è comune con 260 abitanti, nel 1796, 27 capofamiglia e due consoli giurano fedeltà alla Repubblica Reggiana.
Il 15 marzo 1944 le prime formazioni della Resistenza reggiano-modenese sconfissero in uno scontro una colonna nazifascista che li inseguiva. I partigiani nonostante la vittoria sul campo, lamentarono sette morti, furono costretti a ripiegare sui monti retrostanti. 

## Monumenti e luoghi d'interesse
- Chiesa di San Pietro

## Infrastrutture e trasporti
Cerrè Sologno si trova lungo la strada provinciale 59 che da Villa Minozzo porta a Ligonchio e al Passo della Pradarena.